# Stefano Brusadelli
Stefano Brusadelli (Roma, 13 febbraio 1955) è un giornalista e scrittore italiano.

## Biografia
Stefano Brusadelli nasce il 13 febbraio del 1955 a Roma. È sposato con Margherita Fancello, alla quale ha dedicato tutti i suoi libri, e ha un figlio. Oltre alla scrittura, le sue passioni sono il canottaggio e l’enigmistica.

### Attività Giornalistica
Ha lavorato come giornalista per vari giornali, tra cui "Il Mondo" e "Panorama", occupandosi in prevalenza di politica italiana. Nei suoi articoli ha raccontato soprattutto il sistema politico-clientelare della cosiddetta Prima Repubblica, con particolare riguardo alla Dc e al Psi. Dopo la nascita del Pd ne ha seguito con attenzione le vicende, intervistandone i leader. Il suo archivio, insieme a quello del collega Filippo Ceccarelli, è stato donato nel marzo del 2015 alla Biblioteca della Camera dei deputati.
Nel 2022  ha curato il volume “Il settimanale che cambiò l'Italia“, edito da Fondazione Mondadori, dedicato alla storia di "Panorama" dalla fondazione, nel 1962, fino al 1994.
Sulla "Domenica" del "Sole 24 Ore" si è occupato soprattutto del riscatto delle periferie delle grandi città italiane.
Fa parte, come esperto di comunicazioni sociali del comitato scientifico della rivista "Arco di Giano", dedicata alla medical humanities.
Ha insegnato Tecniche della Comunicazione presso la Scuola Superiore di Polizia e presso la Scuola Superiore dell'Esecuzione Penale "Piersanti Mattarella".

### Attività Letteraria
Nel 2010 ha pubblicato per Vallecchi Piccole atrocità, una raccolta di racconti ambientati nella Capitale, successivamente ripubblicata da Il Sole 24 Ore nella collana "Racconti d'autore" con il titolo "Sette Piccole atrocità" Un suo racconto è apparso sulla rivista Nuovi Argomenti.
Il suo primo romanzo, vincitore del premio Crovi, I santi pericolosi, uscito per Arnoldo Mondadori Editore nel 2013 riscuote successo critico

. Nel 2015 ha pubblicato Le ali di carta, cinquanta incontri con personaggi italiani che parlano del loro libro della vita per Palombi.
Nel maggio del 2017 ha pubblicato per Mondadori il romanzo “Gli Amici del Venerdì". Nell’aprile del 2021 è uscito presso l’editore Palombi La smemorata dei Parioli e altri racconti, raccolta di storie ambientate nella Roma dei quartieri borghesi.
Ne I Santi Pericolosi, dedicato al rapporto tra la giustizia umana e quella biblica, il ritrovamento nel Tevere del cadavere di un ex sacerdote illuminerà altri delitti insoluti, le cui vittime solo in apparenza sono prive di collegamenti tra loro.
Ne Gli Amici del Venerdì è il caso (l’uccisione inspiegabile di un pensionato appartenente a una comitiva di attempati e rispettabili gaudenti) a spingere il protagonista, un ex poliziotto amico della vittima, a regolare finalmente i conti con i rimorsi del suo passato.
Ne Gli Anni Belli, alcuni ex compagni di liceo si ritrovano a causa di un delitto, con esiti inaspettati e crudeli. 
Le raccolte di racconti mettono invece in scena un’umanità di estrazione borghese, che posta dinanzi a eventi imprevisti capaci di minarne il benessere e la rispettabilità risponde con comportamenti insospettabili e spesso moralmente ripugnanti.
È direttore editoriale de "I Quaderni del Tevere", collana di narrativa e saggistica dedicata al fiume di Roma.

## Opere

### Libri
- Piccole atrocità. Storie di inganni e di peccati, Firenze, Vallecchi, 2010. ISBN 978-88-8427-2096.
- I santi pericolosi, Milano, Mondadori, 2013. ISBN 978-88-0462-4851.
- Le ali di carta. 50 italiani eccellenti raccontano il libro della loro vita, Roma, Palombi Editori, 2015. ISBN 978-88-6060-7089.
- Gli amici del venerdì, Milano, Mondadori, 2017. ISBN 978-88-0466-5823.
- La smemorata dei Parioli e altri racconti, Modena, Palombi Editori, 2021, ISBN 978-88-6060-922-9.
- Gli Anni Belli, Milano, La vita felice, 2022, ISBN 978-88-9346-577-9.

## Curatele
- Il dio scontroso - Racconti del Tevere, Modena, Palombi editori, 2021, ISBN 978-88-6060-935-9.
- Il settimanale che cambiò l'Italia - Il giornalismo di Panorama 1962-1994, Milano, Fondazione Arnoldo e Alberto Mondadori, 2022, ISBN 978-88-85938-79-3.
- Gente di fiume – Storie di donne e uomini che hanno legato la loro vita al Tevere, Modena, Palombi editori, 2024, ISBN 979-12-8167-531-5.

## Riconoscimenti
Nel 2013 una giuria presieduta dallo scrittore Massimo Carlotto gli ha conferito il premio Crovi per il miglior esordio nel genere noir per il romanzo I santi pericolosi